# Harrie Jansen
Harrie Jansen (né le 25 janvier 1947 à Amsterdam) est un coureur cycliste néerlandais. Actif durant les années 1960 et 1970, il a représenté les Pays-Bas aux Jeux olympiques de 1968 à Mexico, et y a pris la 24e place de la course sur route. Il a ensuite été professionnel de 1969 à 1973. Son frère Jan a également pris part aux Jeux de Mexico et y a obtenu la médaille d'argent du tandem avec Leijn Loevesijn.

## Palmarès

### Palmarès amateur
- 1964
  - 2e du championnat des Pays-Bas sur route juniors
- 1967
  - 8e étape secteur a du Tour de Belgique amateurs
  - Ster van Zwolle
  - À travers Gendringen
  - Ronde van Zuid-Holland
- 1968
  - Prologue de l'Olympia's Tour
  - 4e étape secteur b du Circuit des Mines
  - Tour de Hollande-Septentrionale
  - 2e du Tour de Rhénanie-Palatinat
- 1969
  - 7e étape du Tour d'Autriche
  - Tour de Hollande-Septentrionale
  - 2e du Ronde van Zuid-Holland
  - 2e du Circuit de Campine

### Palmarès professionnel
- 1970
  - Tom Simpson Memorial
  - 2e du championnat des Pays-Bas sur route
  - 3e du Grand Prix d'Orchies
- 1971
  - 3e du championnat des Pays-Bas de poursuite
- 1972
  - 2e du Tour du Nord-Ouest de la Suisse
  - 2e de la Maaslandse Pijl